# Boa Dumerila
Boa Dumerila (Acrantophis dumerili) – gatunek węża z rodziny dusicielowatych (Boidae). Endemit Madagaskaru.

## Systematyka
Gatunek ten nazwał i zilustrował Giorgio Jan w 1860 roku w oparciu o okaz z muzeum w Mediolanie. Autor nie był pewien miejsca pochodzenia okazu, błędnie założył, że mogła to być Ameryka Południowa. Holotyp został zniszczony w 1943 roku. Nazwa gatunku upamiętnia André Marie Constanta Dumérila – francuskiego zoologa.
Nie wyróżnia się podgatunków. Badania dowodzą jednak, że na południu zasięgu istnieje odmiana, która morfologicznie jest podobna do Acrantophis dumerili, ale genetycznie bliższa jest boa madagaskarskiemu (A. madagascariensis); być może populacja ta stanowi osobny gatunek, ale potwierdzenie tego wymaga dalszych badań.

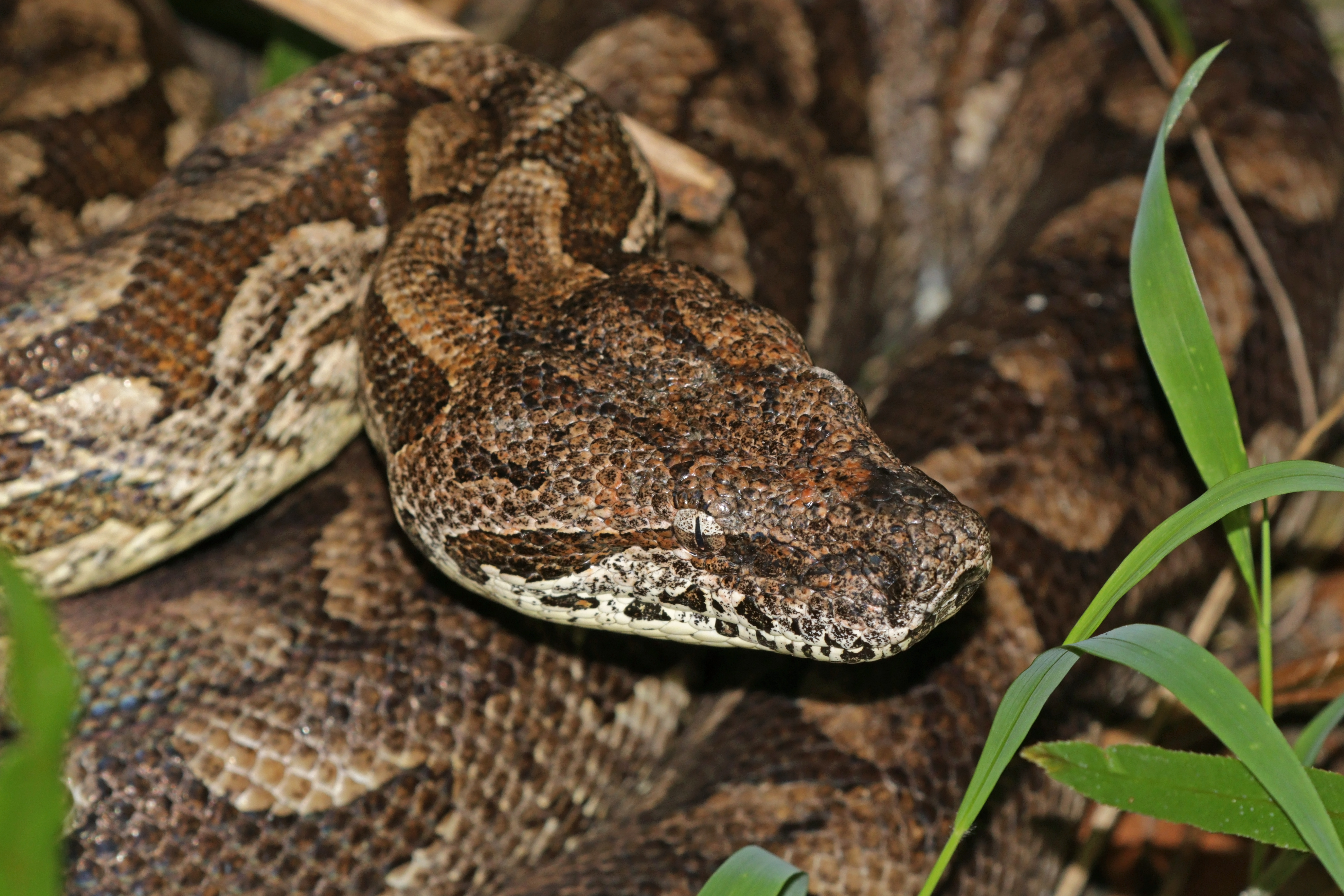
Boa Dumerila w Parku Narodowym Isalo na Madagaskarze

## Wygląd
Są to węże dość krępo zbudowane. Idealnie wtapiają się w środowisko przez swoje czarno-brązowe ubarwienie. Na grzbiecie mają charakterystyczny wzór podobny do złączonych liter „H”. Samce dorastają od 160 do 180 cm długości, za to samice są od nich większe i osiągają długość od 180 do 200 cm, chociaż były zarejestrowane przypadki osobników, które osiągały 260 cm długości.

## Występowanie
Jest to wąż żyjący tylko na Madagaskarze, w południowej połowie wyspy. Notowano go od poziomu morza do 1300 m n.p.m. Stwierdzenia z Reunionu są prawdopodobnie błędne.

## Ekologia i zachowanie
Środowisko naturalneZasiedla głównie suche lasy i sawanny.
PożywienieJego pożywieniem są ssaki od gryzoni do lemurów i nietoperzy, a oprócz tego zjada też ptactwo hodowlane np. kury.
Długość życiaŻyje od 15 do 25 lat.
AktywnośćSą to węże aktywne nocą.
Styl życiaGłównie naziemny.

## Status
IUCN uznaje Acrantophis dumerili za gatunek najmniejszej troski (LC – Least Concern). Gatunek ujęty jest w I załączniku konwencji CITES.